# A Mårtenssons orgelfabrik
A. Mårtenssons Orgelfabrik AB var ursprungligen ett familjeföretag i Lund som tillverkade, reparerade och utförde service på orglar. Företaget grundades 1909 av Anders Mårtensson som 1913 fortsatte verksamheten på David Hanssons pianofabrik på Skomakaregatan 4 i Lund. Yrket gick i arv till sonen Gunnar Mårtensson och till dennes son Göran Mårtensson.  
Vid sidan om pianoproduktionen började firman bygga orglar, och den första nytillverkade orgeln uppfördes 1914 för Giresta kyrka. 1927 upphörde pianotillverkningen och produktionen lades om till att enbart omfatta orgelbyggeri. Fram till dess att familjeföretaget överläts 2002 tillverkade firman närmare 560 orglar i fabrikslokalerna på Bredgatan 36 i Lund. Bolaget upphörde 2017 med sin verksamhet. Dåvarande ägarna bildade därefter var sitt nytt bolag; Hansson grundade T. Hanssons Orgelservice och Sällström grundade Orgelbyggare Anders Sällström.

## Ägare
- 1909: Anders Mårtensson
- 1950: Gunnar, Gösta och Helge Mårtensson
- 1972: Göran Mårtensson
- 2002–2017: Thomas Hansson och Anders Sällström

## Orglar (urval)

### Nybyggnationer
| År   | Ursprunglig kyrka                  | Stift                     | Bild                                             | Manualer | Pedal        | Stämmor | Bevarad orgel/fasad | Övrigt |
| ---- | ---------------------------------- | ------------------------- | ------------------------------------------------ | -------- | ------------ | ------- | ------------------- | --- |
| 1914 | Giresta kyrka                      | Uppsala                   | Giresta_kyrka_-_KMB_-_16000200117657             | 2        |              | 10      | Nej/Ja              | |
| 1915 | Västlands kyrka                    | Uppsala                   | Västlands_kyrka_-_KMB_-_16000200140894           |          |              |         | Nej/Ja              | |
| 1922 | Järna kyrka                        | Västerås                  |                                                  | 2        | Självständig | 15      | Nej/Nej             | Ny orgel byggdes 1955. |
| 1930 | Limhamns kyrka                     | Lund                      | Limhamns_kyrka_-_KMB_-_16000200057002            |          |              | 22      | Nej/Nej             | |
| 1932 | Immanuelskyrkan, Malmö             |                           |                                                  | 2        | Självständig | 12      | Ja/Ja               | Omdisponerad 1986 av samma firma. Orgeln fick ny fasad 1955. |
| 1934 | Mörrums kyrka                      | Lund                      | Mörrums_kyrka_-_KMB_-_16000200001446             | 2        | Självständig |         | Ja/Ja               | Omändrad och flyttad 1960 av Max Bader till Rörbäcksnäs kyrka. |
| 1935 | Kristdala kyrka                    | Växjö                     |                                                  | 2        | Självständig | 26      | Nej/Ja              | Firmans första orgel utförd med tonkancellådor. |
| 1936 | Tölö kyrka                         | Göteborg                  |                                                  |          |              | 24      | Nej/Ja              | |
| 1937 | Kastlösa kyrka                     | Växjö                     | Kastlösa_kyrka_Orgel005                          | 2        | Självständig | 24      | Ja/Ja               | |
| 1937 | Åkers kyrka                        | Växjö                     |                                                  |          |              |         |                     | |
| 1938 | Våmhus kyrka                       | Västerås                  |                                                  |          |              | 19      |                     | |
| 1939 | Torstuna kyrka                     | Uppsala                   | TorstunaOrgel2302                                | 2        | Självständig | 20      | Ja/Ja               | |
| 1940 | Selångers kyrka                    | Härnösands                | Selångers_kyrka_-_KMB_-_16000200045213           | 2        | Självständig | 27      | Nej/Ja              | Ny orgel byggdes 1976. |
| 1942 | Lutherska Missionskyrkan, Göteborg |                           |                                                  | 2        | Självständig | 7       | Ja/Ja               | Pneumatisk orgel. |
| 1944 | Almundsryds kyrka                  | Växjö                     | Almundsryds_kyrka017                             | 2        | Självständig | 25      | Ja/Ja               | Orgeln omdisponerades 1961 av samma firma. Orgeln är pneumatisk. |
| 1945 | Rengsjö kyrka                      | Uppsala                   | Rengsjö_kyrka_-_KMB_-_16000200038930             |          |              |         | Nej/Ja              | |
| 1945 | Kalvsviks kyrka                    | Växjö                     |                                                  |          |              | 16      | Nej/Nej             | En ny orgel byggdes 1971 av Västbo Orgelbyggeri, Långaryd. |
| 1945 | Öja kyrka, Småland                 | Växjö                     |                                                  |          |              | 20      | Nej/Ja              | En ny orgel byggdes 1972 av Västbo Orgelbyggeri, Långaryd. |
| 1947 | Rölanda kyrka                      | Karlstad                  | Rölanda_kyrka_-_KMB_-_16000200011974             | 2        | Självständig | 14      | Ja/Ja               | Pneumatisk orgel. |
| 1947 | Hälsingtuna kyrka                  | Uppsala                   |                                                  | 2        | Självständig | 26      | Ja/Ja               | |
| 1948 | Gammalstorps kyrka                 | Lund                      |                                                  | 2        | Självständig | 18      | Ja/Ja               | |
| 1949 | Högs kyrka, Hälsingland            | Uppsala                   |                                                  | 2        | Självständig | 28      | Ja/Ja               | |
| 1950 | Härlunda kyrka                     | Växjö                     |                                                  | 2        | Självständig | 13      | Ja/Ja               | Pneumatisk orgel. Orgeln omändrades 1978 av J Künkels Orgelverkstad AB, Lund. Då gjordes orgeln om från pneumatisk till mekanisk. Fasaden som används till orgeln är från 1850 års orgel, byggd av Magnus Larsson Elmelin. |
| 1950 | Brunskogs kyrka                    | Karlstad                  |                                                  |          | Självständig | 25      | Nej/Nej             | Förstörd i brand 1972. |
| 1950 | Nittorps kyrka                     | Göteborg                  |                                                  | 2        | Självständig | 18      | Ja/Ja               | |
| 1950 | Skederids kyrka                    | Uppsala                   |                                                  | 2        | Självständig | 19      | Ja/Ja               | Pneumatisk orgel. |
| 1953 | Svenska Sjömanskyrkan, London      | Svenska kyrkan i utlandet |                                                  | 2        | Självständig | 11      | Ja/Ja               | Firmans första orgel utförd med mekanisk traktur. |
| 1954 | Skellefteå landsförsamlings kyrka  | Luleå                     |                                                  | 3        | Självständig |         | Ja/Ja               | Om och tillbyggd av samma firma. |
| 1954 | Västerlövsta kyrka                 | Uppsala                   |                                                  | 2        | Självständig | 26      | Ja/Ja               | |
| 1954 | Everlövs kyrka                     | Lund                      |                                                  | 2        | Självständig | 8       | Ja/Ja               | |
| 1955 | Norrbo kyrka                       | Uppsala                   |                                                  | 2        | Självständig | 24      | Ja/Ja               | |
| 1955 | Simtuna kyrka                      | Uppsala                   |                                                  | 2        | Självständig | 22      | Ja/Ja               | Fasaden är ritad av Jörgen Fåk. |
| 1955 | Torpshammars kyrka                 | Härnösands                |                                                  | 2        | Självständig | 18      | Ja/Ja               | |
| 1955 | Ljustorps kyrka                    | Härnösands                |                                                  | 2        | Självständig | 21      | Ja/Ja               | |
| 1955 | Skönsmons kyrka                    | Härnösands                |                                                  | 2        | Självständig |         | Ja/Ja               | Ombyggd och omdisponerad 1982 av Johannes Menzel Orgelbyggeri AB, Härnösand. |
| 1955 | Kyrksalen, S:t Lars sjukhus        | Lunds                     |                                                  | 1        | Självständig | 5       | Ja/Ja               | |
| 1957 | Ekeby kyrka                        | Lund                      |                                                  | 2        | Självständig | 12      | Ja/Ja               | |
| 1957 | Skogaby kapell                     | Göteborg                  |                                                  | 1        | Självständig | 5       | Ja/Ja               | |
| 1958 | Lunds domkyrka                     | Lunds                     |                                                  | 1        | Självständig | 6       | Ja/Ja               | Kororgel. Orgeln flyttades 1974 till S:t Knuts kyrka. Flyttades 1988 till Missionskyrkan, Kristianstad. Mekanisk orgel. |
| 1959 | Steneby kyrka                      | Karlstad                  |                                                  | 2        | Självständig | 15      | Ja/Ja               | Mekanisk orgel. |
| 1959 | Nybro kyrka                        | Växjö                     |                                                  | 2        | Självständig | 23      | Nej/Nej             | |
| 1960 | Gällaryds kyrka                    | Växjö                     |                                                  | 2        | Självständig | 14      | Ja/Ja               | |
| 1960 | Dalby kyrka                        | Lund                      |                                                  | 2        | Självständig | 23      | Ja/Ja               | |
| 1961 | Algutsrums kyrka                   | Växjö                     | Algutsrums_kyrka09                               | 2        | Självständig | 18      | Ja/Ja               | |
| 1962 | Tävelsås kyrka                     | Växjö                     |                                                  | 2        | Självständig | 18      | Ja/Ja               | Mekanisk orgel. |
| 1962 | Nosaby kyrka                       | Lund                      |                                                  | 2        | Självständig | 19      | Ja/Ja               | |
| 1962 | Ås kyrka                           | Växjö                     |                                                  | 2        | Självständig | 21      | Ja/Ja               | |
| 1963 | Hasslövs kyrka                     | Göteborg                  |                                                  | 2        | Självständig | 7       | Ja/Ja               | |
| 1964 | Rosengårdskyrkan, Helsingborg      |                           |                                                  | 2        | Självständig | 11      | Ja/Ja               | Mekanisk orgel. |
| 1964 | Munkarps kyrka                     | Lund                      |                                                  | 2        | Självständig | 13      | Ja/Ja               | |
| 1964 | Norra Vrams kyrka                  | Lund                      |                                                  | 2        | Självständig | 12      | Ja/Ja               | |
| 1964 | Smålandsstenars kyrka              | Växjö                     |                                                  | 2        | Självständig | 13      | Ja/Ja               | |
| 1965 | Räpplinge kyrka                    | Växjö                     | Räpplinge14                                      | 2        | Självständig | 14      | Ja/Ja               | |
| 1965 | Sankt Andreas kyrka, Malmö         | Lund                      |                                                  | 1        |              | 4       |                     | Mekanisk kororgel. |
| 1965 | Knäreds kyrka                      | Göteborg                  |                                                  | 2        | Självständig | 14      | Ja/Ja               | |
| 1966 | Sturkö kyrka                       | Lund                      | Sturko_church_organ                              | 2        | Självständig | 15      | Ja/Ja               | |
| 1966 | Västra Hoby kyrka                  | Lund                      |                                                  | 2        | Självständig | 11      | Nej/Ja              | |
| 1966 | Grevie kyrka                       | Lund                      | Grevie,_village_church,_view_to_the_pipe_organ-2 | 2        | Självständig | 15      | Ja/Ja               | |
| 1967 | Södra Sallerups kyrka              | Lund                      |                                                  | 2        | Självständig | 11      | Ja/Ja               | |
| 1967 | Billeberga kyrka                   | Lund                      |                                                  | 2        | Självständig | 18      | Ja/Ja               | |
| 1967 | Sankt Pauli kyrka, Malmö           | Lund                      | Pauli_kyrka_organ                                | 3        | Självständig | 38      | Ja/Ja               | |
| 1967 | Bårslövs kyrka                     | Lund                      | Bårslövs_kyrka_-_orgeln                          | 2        | Självständig | 15      | Ja/Ja               | |
| 1967 | Allhelgonakyrkan                   | Lund                      |                                                  | 2        | Självständig | 13      | Ja/Ja               | Kororgel. |
| 1968 | Hofors kyrka                       | Uppsala                   |                                                  | 3        | Självständig | 35      | Ja/Ja               | Renoverad 1990 av Tomas Svenske, Knivsta. |
| 1968 | Hunnestads kyrka                   | Göteborg                  |                                                  | 2        | Självständig | 15      | Ja/Ja               | |
| 1969 | Allhelgonakyrkan                   | Lund                      | Lunds_Allhelgonakyrka_03                         | 4        | Självständig | 49      | Ja/Ja               | |
| 1969 | Stora Råby kyrka                   | Lund                      |                                                  | 2        | Självständig | 11      | Ja/Ja               | Fasaden ritades av Torsten Leon Nilsson. |
| 1969 | Stångby kyrka                      | Lund                      |                                                  | 2        | Självständig | 11      | Ja/Ja               | |
| 1970 | Ulricehamns kyrka                  | Skara                     | Ulricehamns_kyrka_-_organ_2014-07-12-1           | 3        | Självständig |         | Nej/Ja              | |
| 1970 | Långlöts kyrka                     | Växjö                     | Långlöts_kyrka_Interiör_007                      | 2        | Självständig | 10      | Ja/Ja               | |
| 1970 | Åhus kyrka                         | Lund                      |                                                  | 2        | Självständig | 22      | Nej/Ja              | |
| 1971 | Norra Nöbbelövs kyrka              | Lund                      |                                                  | 2        | Självständig | 11      | Ja/Ja               | |
| 1971 | Mariakyrkan, Gävle                 | Uppsala                   |                                                  | 2        | Självständig | 15      | Ja/Ja               | |
| 1972 | Helgeandskyrkan, Lund              | Lund                      |                                                  | 2        | Självständig | 20      | Ja/Ja               | |
| 1972 | Mikaelisalen, domkyrkoförsamlingen | Lund                      |                                                  | 2        | Självständig | 10      | Ja/Ja               | |
| 1975 | Västra Klagstorps kyrka            | Lund                      |                                                  | 2        | Självständig | 15      | Ja/Ja               | |
| 1975 | Brunskogs kyrka                    | Karlstad                  |                                                  | 1        | Självständig | 7       | Ja/Ja               | Mekanisk kororgel. |
| 1976 | Risekatslösa kyrka                 | Lund                      |                                                  | 1        | Självständig | 7       | Ja/Ja               | |
| 1976 | Brunskogs kyrka                    | Karlstad                  |                                                  | 3        | Självständig | 36      | Ja/Ja               | Fasaden är ritad av Jerk Alton, Kumla. |
| 1976 | Sankt Petri kyrka, Eskilstuna      | Strängnäs                 |                                                  | 2        | Självständig | 13      | Ja/Ja               | |
| 1977 | Örsjö kyrka                        | Växjö                     | Örsjö_kyrka036                                   | 2        | Självständig | 17      | Ja/Ja               | |
| 1977 | Norrvidinge kyrka                  | Lund                      | Norrvidinge_kyrka_organ                          | 2        | Självständig | 13      | Ja/Ja               | |
| 1978 | Torsåkers kyrka                    | Uppsala                   |                                                  | 1        | Självständig | 7       | Ja/Ja               | Mekanisk kororgel. |
| 1978 | Sankt Hans kyrka, Lund             | Lund                      | Organ_at_Sankt_Hans_kyrka,_Lund,_Sweden          | 2        | Självständig | 17      | Ja/Ja               | |
| 1979 | Sankt Mikaels kyrka, Malmö         | Lund                      |                                                  | 2        | Självständig | 25      | Ja/Ja               | |
| 1980 | Korsbackakyrkan                    | Lund                      | Invändigt_Korsbackakyrkan_i_Kävlinge4            | 2        | Självständig | 19      | Ja/Ja               | |
| 1980 | Borstahusens kapell                |                           |                                                  |          |              |         |                     | |
| 1981 | Mariakyrkan, Växjö                 | Växjö                     | Mariakyrkan,Växjö_Orgelfasaden014                | 2        | Självständig | 25      | Ja/Ja               | Orgeln är mekanisk. |
| 1983 | Othems kyrka                       | Visby                     |                                                  | 2        | Självständig | 14      | Ja/Ja               | |
| 1983 | Västra Vrams kyrka                 | Lund                      |                                                  | 1        | Självständig | 6       | Ja/Ja               | |
| 1983 | Mjölby kyrka                       | Linköping                 |                                                  | 1        | Självständig | 8       |                     | Mekanisk kororgel. |
| 1984 | Kinna kyrka                        | Göteborg                  |                                                  | 2        | Självständig | 37      | Ja/Ja               | |
| 1985 | Sankt Mikaels kyrka, Örebro        | Strängnäs                 | SanktMikaelsOrgel2302                            |          |              |         |                     | |
| 1985 | Gustav Adolfskyrkan, Hamburg       | Svenska kyrkan i utlandet |                                                  | 1        | Självständig | 7       | Ja/Ja               | Mekanisk orgel. |
| 1986 | Sörbykyrkan, Örebro                |                           |                                                  | 2        | Självständig | 13      | Ja/Ja               | Mekanisk orgel. |
| 1986 | Årstads kyrka                      | Göteborg                  |                                                  | 1        | Självständig | 7       | Ja/Ja               | Mekanisk kororgel. |
| 1987 | Sankt Görans kyrka, Stockholm      | Stockholm                 | Sankt_Görans_kyrka,_mars_2022h                   | 3        | Självständig | 47      | Ja/Ja               | |
| 1987 | Tacksägelsekyrkan, Landskrona      |                           |                                                  | 1        | Bihängd      | 5       | Ja/Ja               | Orgeln var tidigare del av fjärrverket i orgeln i Skellefteå landsförsamlings kyrka byggd 1954 av samma firma. |
| 1987 | Svenska kyrkan i Wien              | Svenska kyrkan i utlandet |                                                  | 1        | Självständig | 6       | Ja/Ja               | Mekanisk orgel. |
| 1988 | Eslövs kyrka                       | Lund                      |                                                  | 1        | Självständig | 6       | Ja/Ja               | Mekanisk kororgel. |
| 1988 | Östervallskogs kyrka               | Karlstad                  |                                                  | 2        | Självständig | 11      | Ja/Ja               | Mekanisk orgel. |
| 1989 | Sankt Andreas kyrka, Eskilstuna    | Strängnäs                 | Sankt_Andreas_kyrkas_orgel_2019                  | 2        | Självständig | 13      | Ja/Ja               | |
| 1989 | Mariakyrkan, Skogås                | Stockholm                 | Mariakyrkan_April_2015_05                        | 3        | Självständig | 30      | Ja/Ja               | |
| 1989 | Mjölby kyrka                       | Linköping                 | Mjölby_kyrkas_orgelläktare_2015                  | 2        | Självständig | 28      | Ja/Ja               | |
| 1990 | S:t Thomas av Aquino kyrka, Lund   |                           |                                                  | 2        | Självständig | 22      | Ja/Ja               | Mekanisk orgel. Fasaden är ritad av Lars Landin, Lund. |
| 1991 | Ljushults kyrka                    | Skara                     |                                                  | 2        | Självständig | 15      | Ja/Ja               | |
| 1992 | Segeltorps kyrka                   | Stockholm                 |                                                  |          |              | 13      | Ja/Ja               | |
| 1995 | Fritsla kyrka                      | Göteborg                  |                                                  | 2        | Självständig | 22      | Ja/Ja               | |
| 2003 | Hammenhögs kyrka                   | Lund                      |                                                  | 2        | Självständig | 12      | Ja/Ja               | |
| 2007 | Sankta Birgittas kapell, Göteborg  | Göteborg                  |                                                  | 2        | Självständig | 15      | Ja/Ja               | |

### Reparationer och ombyggnationer
| År        | Ursprunglig kyrka                 | Stift      | Bild | Manualer | Pedal        | Stämmor | Bevarad orgel/fasad | Övrigt                                                                                             |
| --------- | --------------------------------- | ---------- | ---- | -------- | ------------ | ------- | ------------------- | -------------------------------------------------------------------------------------------------- |
| 1919      | Älvkarleby kyrka                  | Uppsala    |      |          |              |         |                     | Bytbyggde ett orgelverk till 15 stämmor, två manualer och pedal, fick även nytt spelbord.          |
| 1937      | Arbrå kyrka                       | Uppsala    |      |          |              |         |                     | Ombyggd.                                                                                           |
| 1937–1938 | Gustav Adolfs kyrka, Sundsvall    | Härnösands |      |          |              |         |                     | Ombyggd och utvidgad med 20 stämmor.                                                               |
| 1944      | Hudiksvalls kyrka                 | Uppsala    |      | 3        | Självständig | 37      |                     | Ombyggd                                                                                            |
| 1952      | Gustav Adolfs kyrka, Sundsvall    | Härnösands |      |          |              |         |                     | Ombyggd och utvidgad till 60 stämmor, fyra manualer och pedal.                                     |
| 1956      | Valbo kyrka                       | Uppsala    |      |          |              |         |                     | Ombyggd och tillbyggd.                                                                             |
| 1961      | Almundsryds kyrka                 | Växjö      |      | 2        | Självständig | 25      | Nej/Nej             | Orgeln omdisponerades 1961 av Mårtensson. Den var byggd 1944 av samma firma. Orgeln är pneumatisk. |
| 1977      | Skellefteå landsförsamlings kyrka | Luleå      |      | 4        | Självständig |         | Ja/Ja               | Ombyggd och tillbyggd.                                                                             |
| 1981      | Västra Vemmenhögs kyrka           | Lund       |      | 1        | Bihängd      | 8       | Ja/Ja               | Renovering.                                                                                        |
| 1984      | Norrmalmskyrkan                   |            |      |          |              |         | Ja/Ja               | Renovering.                                                                                        |
| 1986      | Immanuelskyrkan, Malmö            |            |      | 2        | Självständig | 12      | Ja/Ja               | Omdisponering.                                                                                     |
| 1992      | Rörums kyrka                      | Lund       |      |          |              |         |                     | Ombyggnation.                                                                                      |
| 2014      | Öckerö nya kyrka                  | Göteborg   |      | 3        | Självständig | 25      |                     | Omdisposition.                                                                                     |